# Фаюмски портрети
Фаюмски портрети е съвременното наименование, с което стават известни откритите в края на XIX век под пясъците на Либийската пустиня в Египет, но особено много край оазиса Фаюм, антични живописни погребални портрети на хора, прикрепени към мумиите им.
Те са сред малкото съхранени образци на световното кавалетно изкуство от своето време и единствените известни по-значими такива – като качество и брой (около 900 такива портрета, притежавани от над 100 музея по света) – образци от Египет.
Датирани към периода I – IV век, тези портрети представят еволюцията на вековните традиции на древноегипетското изобразително изкуство под въздействието на елинистичната живопис от времето на Птолемеите и реалистичния римски портрет от епохата на Римски Египет. При мумийните портретите от втората половина на периода (III – IV в.) ясно личат влияния на ранно-християнското изкуство и на свой ред влияят върху средновековната византийска живопис.

## Географско разпространение
Мумийни портрети са откривани на територията на цял Египет, но най-голямата част от тях - в областта Фаюм, и по-специално - в градовете Хавара (известен и като Крокодилопол, заради почитането в този район на бог Собек) и Антиноополис.

## Техника на изпълнение
Портретът е служел да се покрива лицето на покойника, който преди да бъде погребан е бил подложен на мумифициране. При изработката на мумията, лентите плат са прикрепвали портрета плътно към тялото (понякога с помощта на асфалт). Почти всички намерени портрети са били отделени от мумиите.
Портретите са изпълнявани основно в живописните техники: енкаустика (восъчна живопис) и темпера. Енкаустичните обикновено се отличават с по-високо качество и са по-добре запазени.
За основа е използвана дървена плоча (от дъб, липа, чинар, кедър, кипарис, смокиня, цитрусови дървета ), с форма на овал или подкова. Размерите на плочите на откритите портрети варират от 35 до 43 сантиметра на височина, от 20 до 24 сантиметра на ширина и от 1 до 10 милиметра на дебелина. Предполага се, че оригиналните им размери са стигали до 50 – 60 сантиметра в дължина, като са се свивали с времето.
Често портретът е рамкиран с позлатен гипс или картонаж, декориран с рисувани флорални мотиви, стъклена паста или инкрустирани цветни камъни. 
Портретът изобразява в анфас лицето, врата и раменете на покойника приживе, а в някои случаи стига до бюста (до областта на гърдите). В редки случаи на един портрет са изобразени 2-ма души. Също в отделни случаи на портрета се виждат част от ръцете, които типично държат цвете или чаша вино.
Сухият горещ климат на Египет и фактът, че са били заровени в пясъците на пустинята, обяснява как портретите са оцелели през столетията и са открити в относително добро състояние, запазвайки ярките си и наситени цветове. Някои портрети са повредени от просмукалите се в дървената им основа химикали и масла от балсамирането, както в резултат на влиянието на неблагоприятни климатични условия или поради наличието на съответното място на подпочвени води и дървояди.

## Профил на изобразените
Голямата част от портретуваните са на средна възраст, но има портрети и на деца; изобразени са представители на всякакви раси и етноси, населявали Египет в този период – римляни, гърци, египтяни, евреи, негри. Към част от откритите портрети има прикрепени дървени табелки с името, рождената дата и възрастта на покойника; в редки случаи – и професията. Известни са около 20 имена на портретувани покойници, написани на гръцки език.
По богатите накити (огърлици и обеци при жените, лаврови венци при мъжете) се съди, че мумийни портрети са били достъпни само за представители на висшата административна, търговска и военна прослойка на Египет, гръко-римски заселници и богати египтяни. В подкрепа на това заключение от открити папируси става ясно, че разходите за мумифициране понякога са възлизали на над 600 драхми - над средния годишен доход на обикновен селски труженик.

## Галерия
- „Портрет на жена“, II четвърт на IV век, Лувър
- „Портрет на г-жа Алине“, ок. 24 г., окрит В 1896 г. в Хавара, Египетски музей в Берлин
- „Портрет на млад римлянин“, начало на III век, Държавна антична колекция, Мюнхен
- „Портрет на момче“, енкаустика, II половина на II век, Национален музей на Варшава
- „Портрет на знатна жена“, Кралски музей, Шотландия
- „Портрет на мъж с растение в ръце“, Музей на изобразителните изкуства, Дижон
- „Портрет на младо момиче“. Лувър
- „Портрет на жена“. Британски музей
- „Портрет на юноша“, от Антиноопол
- „Портрет на момиче“, средата на III в., Лувър
- „Портрет на старец“
- „Портрет на млад египтянин“, II половина на I век н.е.